# Melitaea gravosana
Melitaea gravosana är en fjärilsart som beskrevs av Felix Bryk 1940. Melitaea gravosana ingår i släktet Melitaea och familjen praktfjärilar. Inga underarter finns listade i Catalogue of Life.